# Норт Адамс (Масачусетс)
Норт Адамс (енгл. North Adams) град је у америчкој савезној држави Масачусетс. По попису становништва из 2010. у њему је живело 13.708 становника.

## Демографија
Према попису становништва из 2010. у граду је живело 13.708 становника, што је 973 (6,6%) становника мање него 2000. године.
| Група             | 2000.          | 2010.          |
| Белци             | 13.800 (94,0%) | 12.498 (91,2%) |
| Афроамериканци    | 245 (1,7%)     | 310 (2,3%)     |
| Азијати           | 117 (0,8%)     | 100 (0,7%)     |
| Хиспаноамериканци | 298 (2,0%)     | 476 (3,5%)     |
| Укупно            | 14.681         | 13.708         |